# 티서강

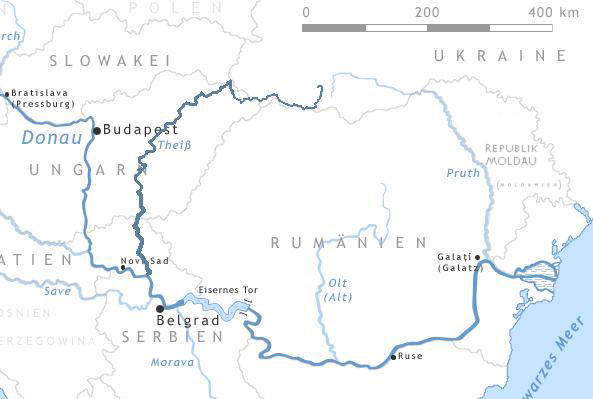
티서강

티서강(헝가리어: Tisza 티서[*], 우크라이나어: Тиса 티사[*], 루마니아어: Tisa 티사[*], 슬로바키아어: Tisa 티사, 세르비아어: Тиса/Tisa 티사)은 유럽 중부의 우크라이나, 루마니아, 헝가리, 세르비아를 흐르는 강이다. 다뉴브강의 최대 지류로, 길이는 1,358 km, 유역 면적은 157,183 km2이다.
티서강은 우크라이나와 루마니아 경계의 카르파티아산맥에서 발원한다. 우크라이나와 루마니아 두 나라의 국경을 따라 서쪽으로 흐르다가, 우크라이나, 슬로바키아, 헝가리 세 나라가 만나는 지점에서 남쪽으로 흐름을 바꾼다. 헝가리 국토로 들어와 헝가리 국토를 남북으로 종단하며, 세르비아로 들어와 보이보디나 지방 중앙부를 지나고, 베오그라드 북쪽에서 다뉴브강으로 흘러들어간다.
이 강은 헝가리에서 특히 중요하며, 헝가리 동부의 헝가리 대평원 유역을 적신다. 주변 여러 강과 운하로 연결되며, 내륙국 헝가리에서는 교통로로서의 역할도 크다. 과거에는 홍수 피해가 심했으나, 많은 댐과 제방이 건설되어 피해를 어느 정도 줄였다.